# Religiøs forandring
Religiøs forandring fører til nye religioner, og bruges til at beskrive de processer som finder sted, når religioner fjerner sig fra deres traditionelle udformning. Forandringen kan finde sted på flere planer; myter kan ændres, miste deres betydning eller blive skiftet ud, ritualer kan skifte form, eller det kosmologiske fokus kan flyttes.
Kulturel dynamik er mere kompleks end bare strukturelle forandringer, og mange andre faktorer har ligeledes indflydelse. Kultur skal snarere forstås som en dynamisk balance: Repræsentationer udveksles mellem individer, og modtagerne forsøger at gøre dem forståelige indenfor deres eget konceptuelle system. I det, vi beskriver som dynamiske samfund, udfordres systemerne i en helt anden grad end i de mere stabile, så det, der engang blev forstået på én måde, får nu en anden betydning.

## Baggrund
'Nye religioner' er et forholdsvist nyt og stadig meget foranderligt forskningsfelt og en egentlig definition af termen er derfor heller ikke fuldstændig fastlagt. Traditionelt kalder vi de religioner i forandring, som vi kender fra moderne tid, for nyreligiøse bevægelser, denne betegnelse bruges mest om den gruppe af kulte og sekter, der er vokset frem i løbet af det seneste århundrede (religionerne defineres dog ikke udelukkende som nye pga. deres nylige fremkomme). Det drejer sig eksempelvis om så forskellige bevægelser som Jehovas Vidner, Unification Church, ISKCON og New Age, fælles for dem er at deres medlemmer oprindeligt brød med en etableret tradition og skabte deres egen organisation. Hvis vi går tilbage i historien mister betegnelsen nyreligiøse bevægelser sit indhold, for i forhold til hvad er en bevægelse ny? Alle religioner er historiske produkter, der afspejler omgivelsernes krav, og de udgør dermed ikke en selvstændig kategori, som eksisterer udenfor det menneskelige, og sammen med samfundet forandres religionen hele tiden. Nye impulser kommer til, og ritualer, hellige tekster, guder og lignende omtolkes, sættes ind i nye sammenhænge eller forsvinder. Frem for at betegne en særlig kategori af religioner, er de dynamiske elementer snarere udtryk for bestemte faser i religioners historie, hvor de er specielt foranderlige, og hvor de opfører sig på en særlig måde. Det er formen og fokus hos bevægelsens medlemmer, der kendetegner de dynamiske perioder og ikke de enkelte religioners indhold, som typologisk ikke adskiller sig fra de "gamle" religioners indhold. Vi må afvise at religioner kan være helt igennem nyskabte. I stedet må vi forvente, at der altid vil være dynamiske elementer tilstede i alle historiske faser.